# Горня Кошана
Горня Кошана (словен. Gornja Košana) — поселення в общині Півка, Регіон Нотрансько-крашка, Словенія. Висота над рівнем моря: 469,8 м.